# Егадски острови
Егадските острови, също и Егади (итал.: Isole Egadi; лат.: Aegates Insulae), са три малки планински острова в Средиземно море до северозападния бряг на Сицилия, близо до град Трапани, с обща площ 37,45 km².
Най-големият - Фавиняна (Aegusa), лежи на 16 km (10 мили) югозападно от Трапани; Леванцо (Phorbantia) - 13 km (8 мили) на запад от Трапани; Маретимо - древният Iera Nesos, 24 km (15 мили) западно от Трапани. Има и няколко малки острова между Фавиняна и Сицилия.
Населението през 1987 г. е било около 5000 жители. Основното занятие на островитяните е риболовът.

## История
На островите има следи от неолитни и дори палеолитни рисунки в пещерите на Фавиняна и Леванцо.

Егадските острови са арена на решителната за изхода на Първата пуническа война морска битка – битката при Егадските острови, между флотите на Рим и Картаген през 241 г. пр.н.е., след която Картаген се съгласява на мирните условия на Рим, а именно – да изпразни от присъствието си Сицилия. Полибий във „Всеобща история“ съобщава, че: 
| „ | А картагенците, когато вестта за това неочаквано поражение стигна до тях, имаха достатъчно дух и воля да продължат войната, но след като направиха изчисления, се разколебаха. Не бяха в състояние да поддържат войските си в Сицилия, след като враговете бяха установили власт по море; но ако ги изоставеха и предадяха, нямаше да имат войски и водачи, с които да продължат войната. Поради това бързо изпратиха послание до Барка, като му предоставиха всички пълномощия. | “ |

Полибий, Всеобща история (62)
Рим печели Първата пуническа война.
Островите са собственост на семейство Палавичини (Pallavicini) от Генуа до 1874 г., когато са купени от семейство Флорио от Палермо.